# 尼日谷
35°24′S 267°48′W / 35.4°S 267.8°W

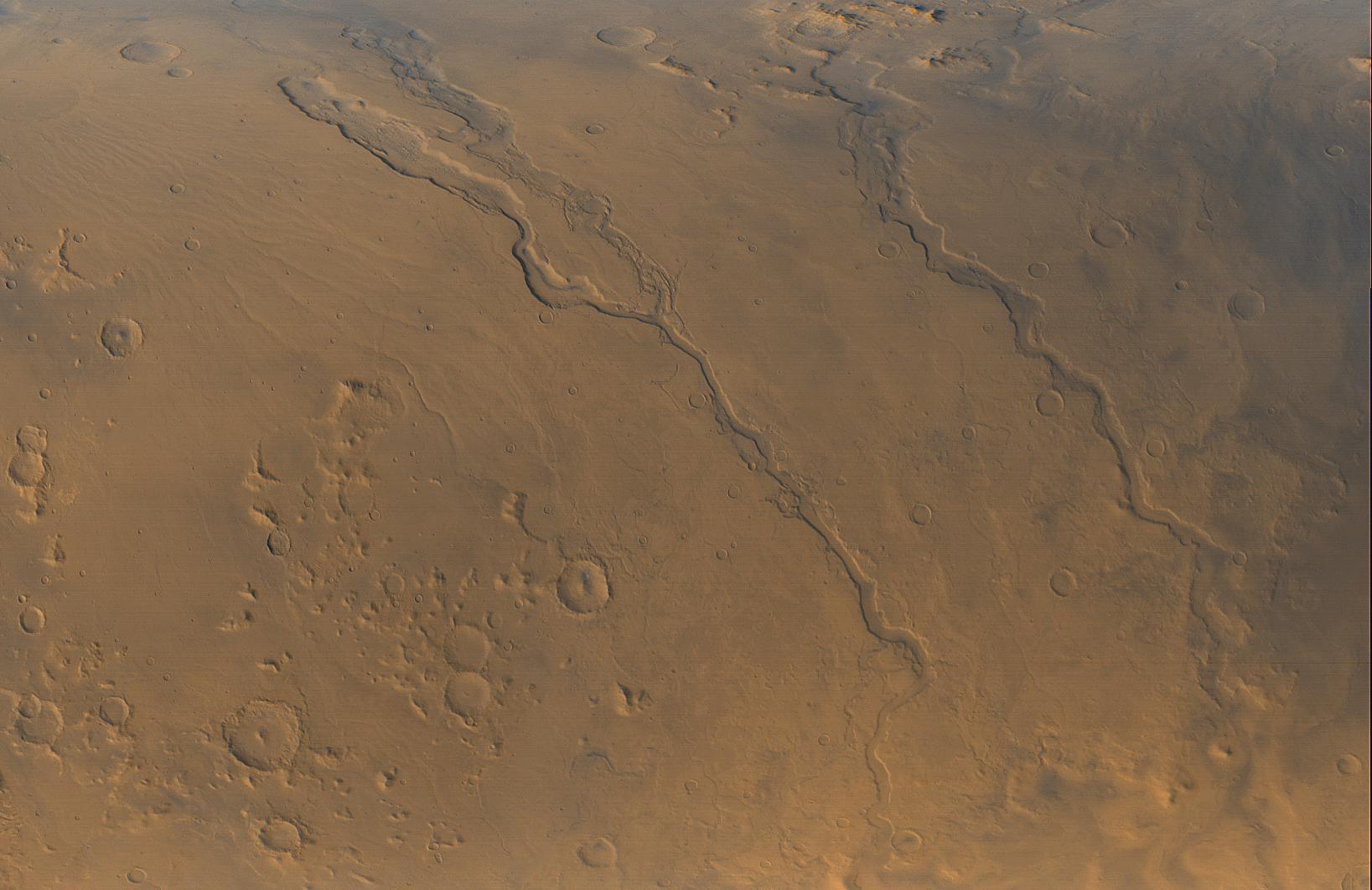
尼日谷是影像中三條河道的中間者，該峽谷和中間上方的道谷會合，每個河道流向都是影像下方。

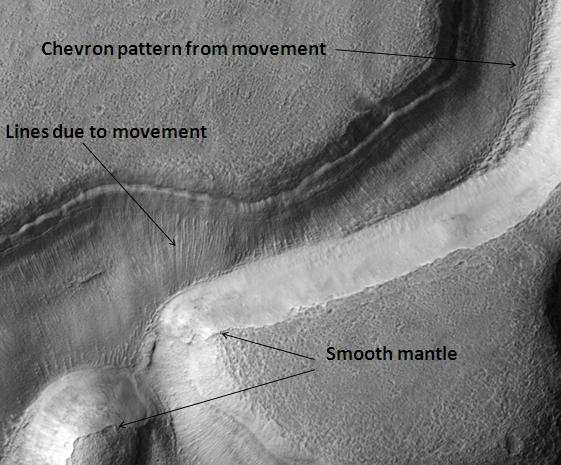
在尼日谷可見到該緯度常見的許多地理特徵，火星侦察轨道器的 HiRISE 拍攝。

尼日谷（Niger Vallis）是火星上一处有流水侵蝕特徵出現的峽谷，被認為是一条溢出河道。該峽谷自哈德里亞卡山起源，向西南方和道谷合流後向流入希臘平原。尼日谷和道谷一樣大約形成於諾亞紀晚期或赫斯珀利亞紀早期。該峽谷長度333公里，以非洲尼日河命名。

## 富含冰的地層
火星表面大部分區域被一般認為是砂和冰混合物組成的表面平坦厚地層覆蓋。這種富含冰的地層厚度約數公尺，並且會使火星地表變得平坦，但有些地方的地形是類似籃球表面的凹凸不平狀。在特定情形下冰將熔化，且水將流往陡坡上形成沖溝。因為這些地層上少有撞擊坑，所以是屬於較年輕的區域。以下由火星侦察轨道器的 HiRISE 拍攝的尼日谷區域影像是很好的觀測這類地層區域。
火星公轉軌道和自轉軸傾斜角度的變化會使火星的冰層分布產生極大影響，最南可到達相當於美國德克薩斯州的緯度。在特定氣候變遷週期中，水蒸氣會從極區的冰冠離開進入大氣層。水會在低緯度區域以霜或雪的形式和塵埃混合後回到地表。火星大氣層中有大量的細顆粒塵埃，水蒸氣會在這些塵埃上凝結，使塵埃重量增加後向地表降落。當火星表面的冰回到大氣層以後，會在地表留下塵埃隔絕地下的冰層。

## 外部連結
- Google Mars map centred on Niger Vallis （页面存档备份，存于）.